# Airlander 10

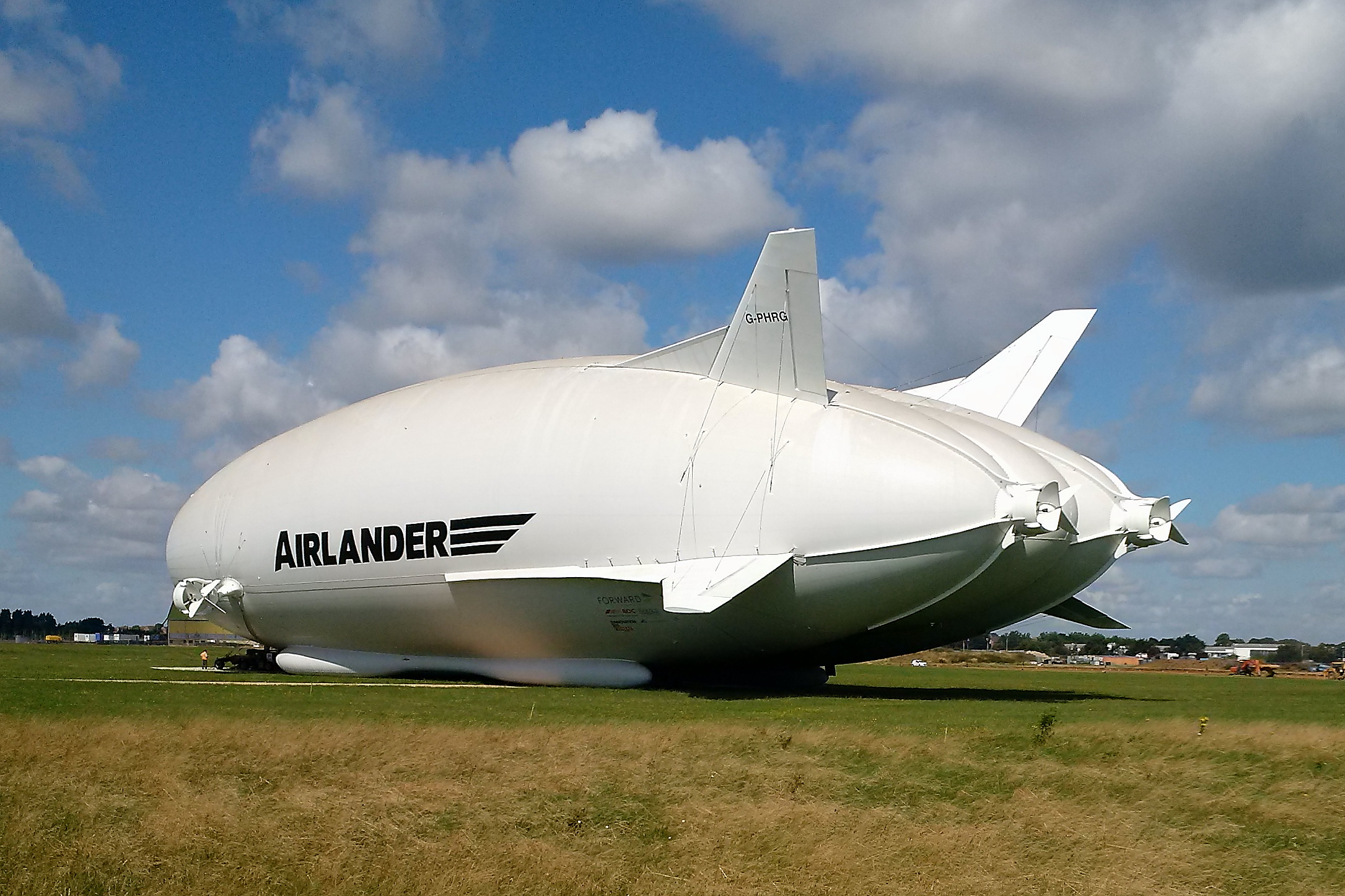
Airlander 10.

L'Hybrid Air Vehicles HAV 304 / Airlander 10 est un ballon dirigeable hybride conçu et fabriqué par l'entreprise britannique Hybrid Air Vehicles (HAV). En 2016, il est le plus gros aéronef volant.
Cet engin a un volume de 38 000 m3. Il mesure 91 m de long sur 34 m de large, pour une hauteur de 26 m. En 2012, un prototype a réalisé un vol d'essai dans le New Jersey aux États-Unis. Il est propulsé par quatre moteurs diesel qui entraînent des hélices.

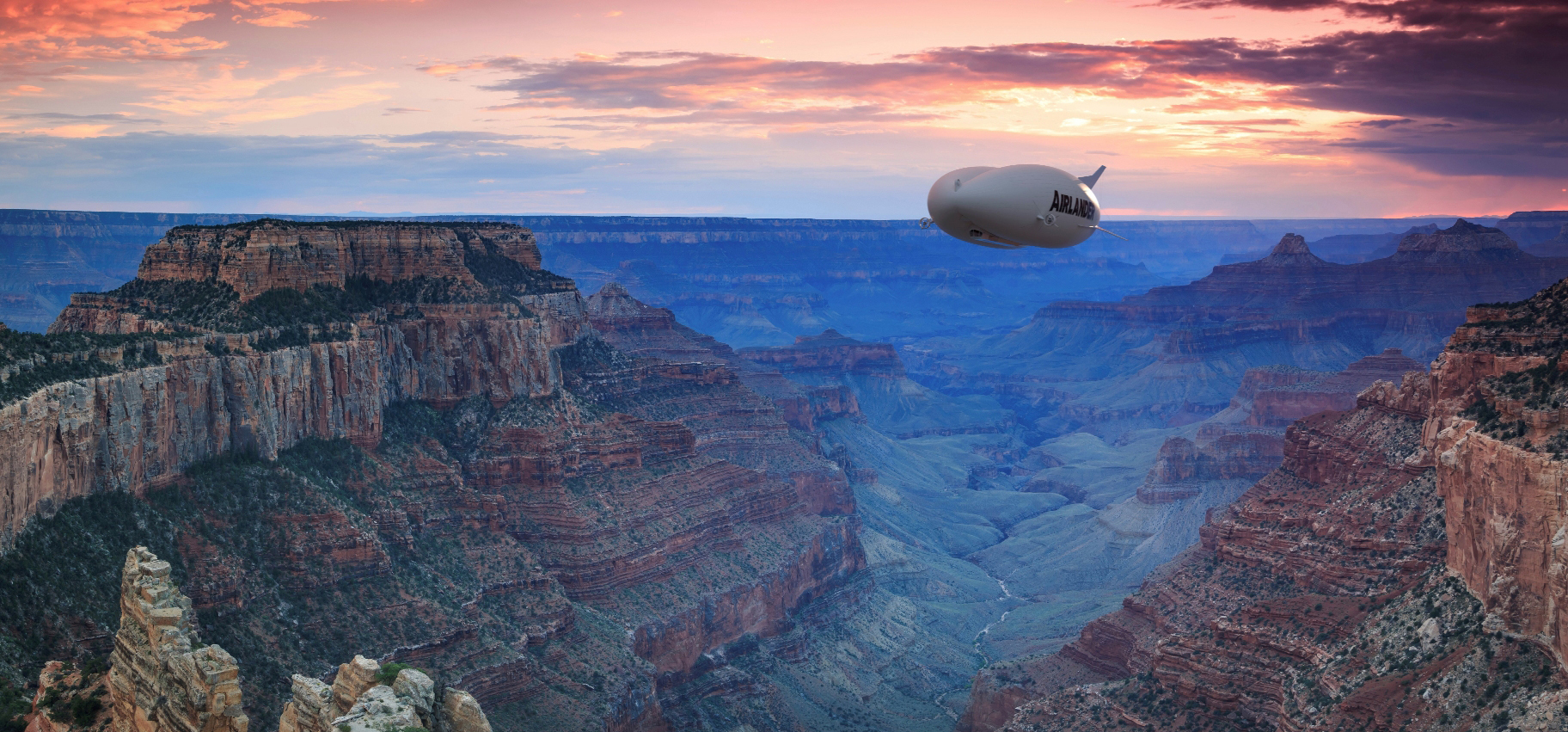
L'Airlander 10 au-dessus du Grand Canyon.

## Création

### HAV 304 et l'exigence LEMV
Au cours des années 1990, la société britannique Hybrid Air Vehicles (HAV) conclut un partenariat avec Northrop Grumman, société américaine spécialisée dans l'aérospatial et la défense, pour promouvoir ce type de dirigeable auprès de divers opérateurs militaires, notamment américains,. Après la démonstration réussie du modèle à petite échelle HAV-3, et avec Northrop Grumman comme principal partenaire, le concept de dirigeable hybride est retenu pour le projet LEMV (Long Endurance Multi-intelligence Vehicle), devançant son rival, le Lockheed Martin P-791 (en), également en lice.
Le programme LEMV a pour but de démontrer qu'un véhicule aérien sans pilote, de moyenne à longue endurance, est capable de fournir un soutien en matière de renseignement, de surveillance, d'acquisition d'objectifs et de reconnaissance (ISTAR) aux troupes au sol,.

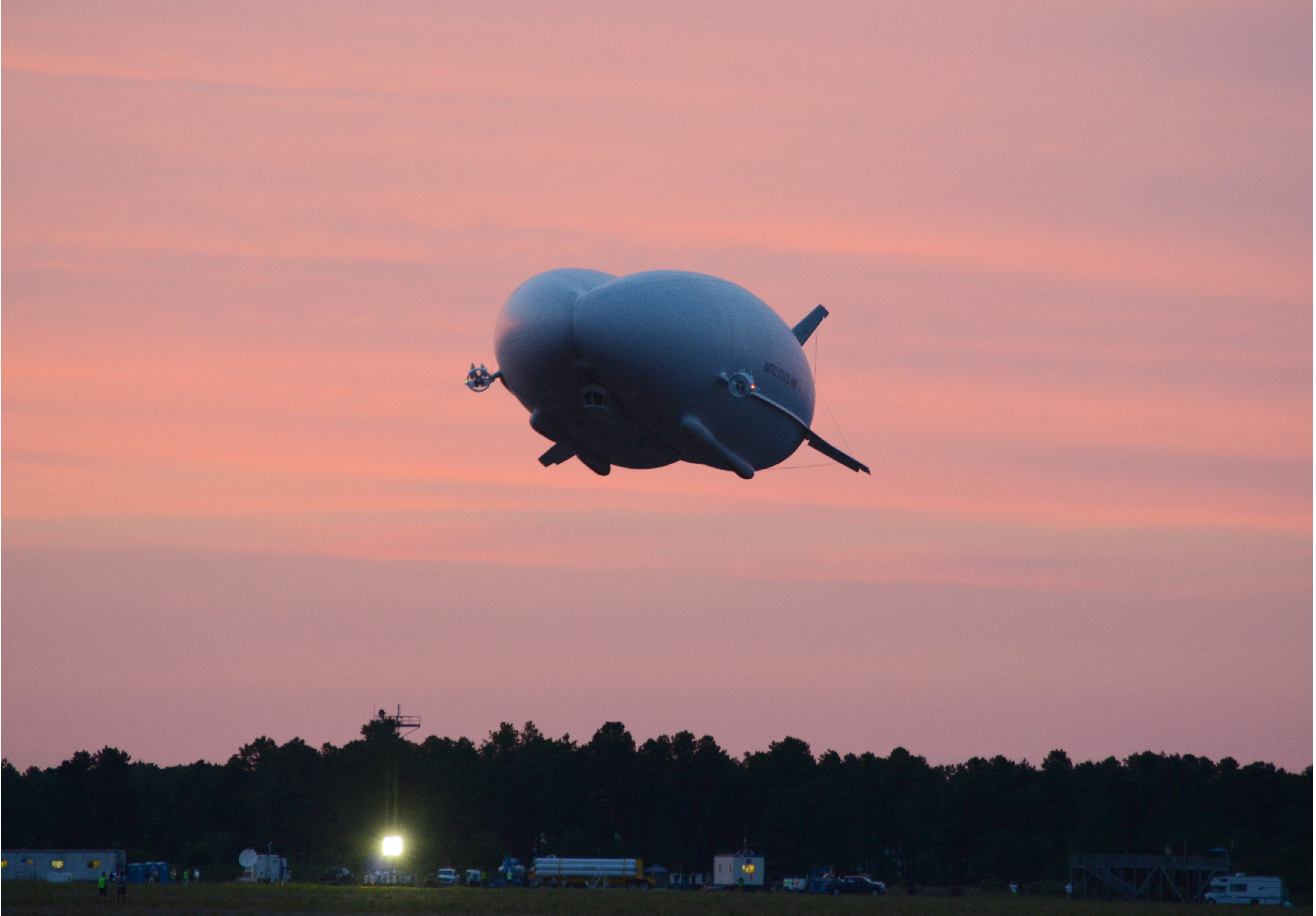
HAV 304 en vol en août 2012.

Plusieurs sous-traitants se sont impliqués dans le projet LEMV : Hybrid Air Vehicles Ltd., le concepteur et fabricant de la plate-forme HAV 304, Warwick Mills pour l'ingénierie et le développement des tissus, ILC Dover pour les services d'ingénierie spécialisés en développement et fabrication, AAI Corporation, filiale de Textron, fournisseur des stations de contrôle et d'information de l'aéronef OneSystem UAV, Stafford Aero Technologies pour les systèmes de contrôle de vol et SAIC pour le traitement vidéo. Northrop Grumman est chargé de l'intégration des appareils électro-optiques ou infrarouges, des appareils de renseignement, radars et relais de communications dans le dirigeable.
Le dirigeable doit être capable d'opérer à 6 km d'altitude, posséder un rayon d'action de 3 000 km et une autonomie de 21 jours, en fournissant jusqu'à 16 kilowatts d'électricité pour la charge utile. Il doit pouvoir se passer d'une piste d’atterrissage et pouvoir transporter différents capteurs en même temps. Selon l'armée américaine, le LEMV devait être une plate-forme multi-missions récupérable et réutilisable. 
Le prototype développé est nommé HAV 304. Il s'agit donc d'un dirigeable rempli à l'hélium avec des coques jumelles accolées ayant une capacité interne totale de 38 000 mètres cubes. Avec 91 mètres de long, il est considéré comme l'aéronef le plus long du monde. Cependant des dirigeables plus longs ont été construits dans le passé : les dirigeables allemands comme le Graf Zeppelin ou l'Hindenburg, construits dans les années 1930, mesuraient respectivement 237 mètres et 247 mètres de long.
Sur le plan opérationnel, le dirigeable possède un mode autonome. Il peut également être télécommandé afin de se déplacer dans l'espace aérien civil ou se rendre vers les zones de conflit. Enfin, le contrôle peut être assuré par des pilotes à bord. Selon les prévisions de Northrop, un tel véhicule pourrait fournir le travail équivalent de quinze avions à voilure fixe à moyenne altitude.

### Airlander 10
Après l'annulation du projet LEMV, le HAV 304 – une fois dégonflé – a été racheté par HAV, renvoyé au Royaume-Uni à l'aérodrome de Cardington. Il y a été réassemblé, remis à neuf et modifié pour avoir un rôle plus général. L'aéronef n'étant plus représentatif du modèle HAV 304 car ayant été reconstruit différemment, il est renommé Airlander 10.
Il subit deux accidents consécutifs, l'un à la suite d'un crash et l'autre au sol où l'enveloppe se déchira totalement provoquant l'arrêt pour plusieurs mois de la poursuite du programme.
L'avenir d'Airlander 10 semble assuré pour une future commercialisation à grande échelle étant donné que la compagnie aérienne Air Nostrum a commandé une flotte de dix unités. 
En 2024, il fait partie des plus grands aéronefs jamais construit par sa taille et sa capacité de stockage, pouvant accueillir 100 personne à son bord en plus de marchandises. Bien que plus lent qu'un avion, il est moins polluant que ce dernier étant gonflé à l'Hélium. Airlander 10 est également plus flexible et n’a pas besoin d’être pressurisé, pouvant ouvrir ses fenêtres en plein vols. L'entreprise française Flying Whales envisage d'acquérir une flotte d'Airlander 10 pour développer son marché du transport de charges lourdes. 

## Conception

### Vue d'ensemble

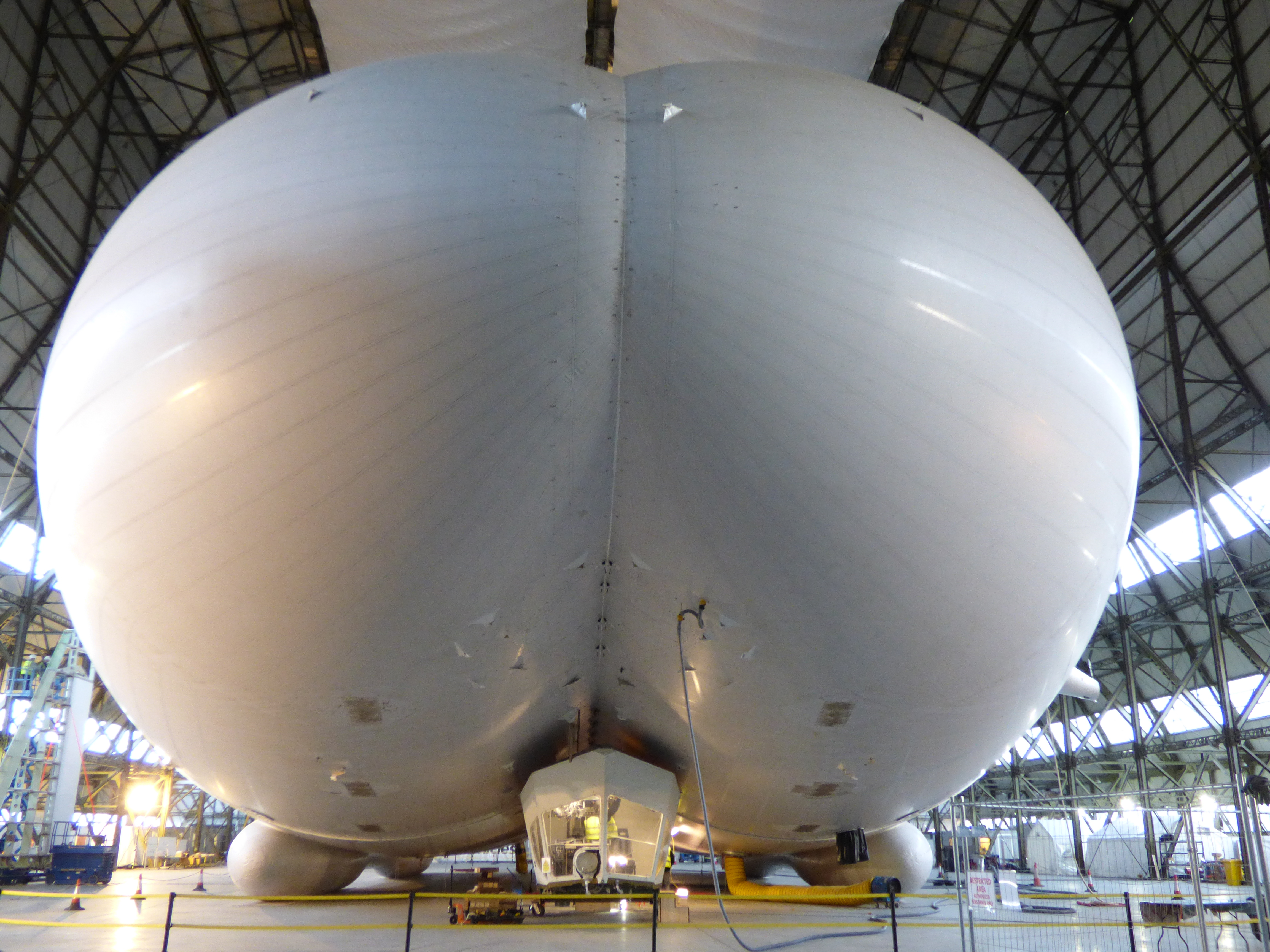
L'Airlander 10 dans un hangar a l’aérodrome de Cardington, janvier 2016.

Le HAV 304 / Airlander 10 est un dirigeable hybride dont la portance repose sur les forces aérostatiques et aérodynamiques. Contrairement à la plupart des modèles de dirigeables, il n'est pas de section transversale circulaire, mais elliptique avec une coque profilée et aplatie. Ce choix est motivé car cette forme constitue un corps portant, contribuant à la portance aérodynamique pendant que le dirigeable se déplace vers l'avant,.
La flottabilité est assurée par l'hélium contenu dans l'enveloppe dont la pression assure le maintien de la forme du dirigeable, entre 60 et 80 % du poids de l'engin est supporté par l'hélium, plus léger que l'air,. L'Airlander 10 est équipé d'un ensemble de patins pneumatiques conçus pour permettre au dirigeable d'atterrir et de décoller d'une grande variété de terrains, ainsi que sur l'eau.
L'Airlander 10 est capable de rester en vol pendant cinq jours avec un équipage et plus de deux semaines sans équipage. Le prototype avait le potentiel pour diverses applications civiles et militaires, comprenant le transport, la surveillance aérienne, le relais de communication, le soutien aux opérations de secours en cas de catastrophe et divers services aux passagers, tels que les vols de loisirs et les services de luxe. Certaines de ces fonctions impliquent de reconfigurer le module de mission du dirigeable en conséquence. Northrop a également déclaré que le LEMV pourrait être utilisé comme transport de fret, affirmant que l'engin dispose d'assez de portance pour transporter sept tonnes de fret sur 3 900 km à 50 km/h. Selon HAV, la conception proposerait également aux exploitants plusieurs compromis entre la capacité d'endurance et la capacité d'emport, en transportant jusqu'à 14 tonnes de marchandises.

### Poste de pilotage et commandes
L'Airlander 10 possède un pont principal important muni de quatre grandes fenêtres allant du sol au plafond, offrant une grande visibilité. Alors que le dirigeable avait été conçu à l'origine pour se passer de pilote, l'entreprise HAV a revu son choix en proposant un mode piloté pour répondre aux attentes des clients. En 2015, un poste de pilotage et un poste d'observateur sont installés dans l'Airlander 10. HAV a de plus l'intention de proposer une configuration à deux pilotes et compte installer un grand nombre de commandes et d'instruments de type planche de bord tout écran. Le dirigeable est commandé par un minimanche (side-stick en anglais) monté sur le côté droit, à la manière d'un aérogire. Il n'y a pas de gouvernail, car le minimanche contrôle automatiquement la puissance des pales. L'avionique du poste de pilotage est fournie par Garmin. Le dirigeable possède également un système de vidéosurveillance qui permet au pilote de voir les moteurs à distance.
Les moteurs et les gouvernes sont reliés aux commandes de vol électriques, utilisant des câbles à fibres optiques pour s'adapter à la grande taille du véhicule et assurer la réactivité. Parmi les commandes de vol, l'engin dispose de divers commutateurs et potentiomètres, dont les impulsions électriques sont converties en impulsions lumineuses et transmises aux satellites FCS en liaison avec l'aéronef. Ces onze satellites FCS se connectent ensuite aux équipements appropriés de l'engin, tels les actionneurs de vol, les commandes des moteurs, ou les distributeurs d'alimentation secondaire. Les sorties de ces différents systèmes empruntent le même chemin vers le poste de pilotage via le système de contrôle de vol, pour informer le pilote de l'état des moteurs, de la position des gouvernes ou des conditions de puissance secondaire. La transition entre les multiples modes de vol du véhicule est contrôlé directement par le système de contrôle de vol permettant au véhicule d'être utilisé par des pilotes, des opérateurs distants ou en mode autonome. Selon la société HAV, la conception du régime de contrôle de vol a été facilitée par la stabilité du pendule naturel du dirigeable.

### Propulsion
L'Airlander 10 est propulsé par quatre moteurs diesel V8 Thielert Centurion de 325 cv (242 kW) de puissance qui entraînent des hélices carénées à trois pales pour fournir la poussée nécessaire au vol et aux manœuvres,. Ces moteurs vont par paires, deux étant situés à l'arrière du dirigeable, les deux autres le long des côtés du fuselage avant, montés dans des carénages externes sur des ailettes. Chaque moteur est équipé d'un générateur de 50 kW qui fournit l'énergie électrique au dirigeable et à ses systèmes. Les deux moteurs latéraux peuvent être pivotés de 20 degrés vers le haut ou le bas dans un plan vertical, guidant la poussée pour assurer le contrôle du vol, en particulier pendant l'atterrissage et le décollage. Les moteurs montés à l'arrière sont fixes. En utilisant la poussée vectorielle, les moteurs peuvent diriger leur poussée vers le bas pour fournir une portance supplémentaire au décollage. Une série de quatre aubes à pas variable triangulaires sont positionnées derrière les moteurs pour fournir un meilleur contrôle de la poussée en la dirigeant vers sur l'empennage arrière.
En vol, la propulsion peut être basculée sur une transmission électrique, plus efficace, alimentée par le générateur central du dirigeable. Grâce à l'approche hybride aérostatique / aérodynamique, le carburant peut être utilisé sans entrer dans un état gazeux qui nécessiterait l'évacuation d'hélium pour atterrir, une défaut coûteux des dirigeables conventionnels. Le carburant est contenu dans un réservoir de douze mètres de long contenant jusqu'à neuf tonnes de carburant, mais ce réservoir principal est complété par des réservoirs arrière et avant séparés, contenant jusqu'à quatre tonnes. Pour optimiser le vol, l'angle d'incidence peut être ajusté en pompant le carburant entre les réservoirs avant et arrière.

### Charge utile

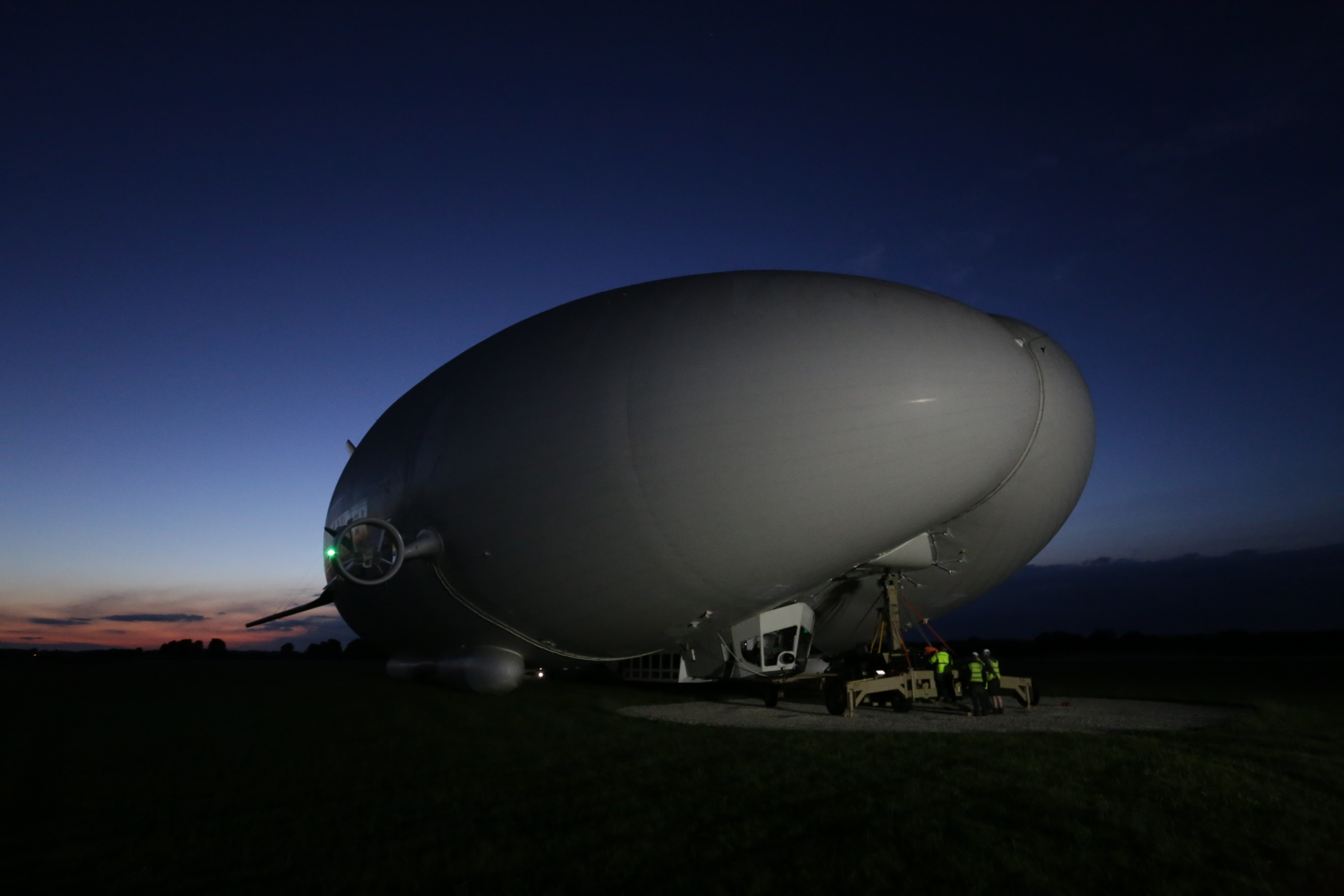
Airlander 10 au sol, août 2016.

L'Airlander 10 peut être équipé de différents appareils, comme un radar d'indication de cible mobile, des capteurs électro-optiques / infrarouges, un relais de communication, le Blue force tracking (en) (BFT), des signaux et des contre-mesures électroniques,. Le LEMV devait étendre les plates-formes existantes ISR (Intelligence (Renseignement), Surveillance et Reconnaissance) pour fournir des capacités supplémentaires, offrant une solution possible pour les communications en visibilité directe aux utilisateurs finaux, la collecte de renseignements électromagnétiques et presque tout autre type de configuration de charge utile. En fournissant ces données de capteurs toutes sources aux stations au sol existantes, les données seraient disponibles pour plusieurs utilisateurs et analystes. Cette interopérabilité avec les tâches existantes, l'exploitation du traitement et la diffusion avait le potentiel d'améliorer les situations médiocres en information, d'atténuer les lacunes des combattants et les lacunes existantes grâce à l'intégration de capteurs multi-intelligence.
Les coûts associés à la reconnaissance par avion à voilure fixe ont été estimés en 2010 à 10 000–20 000 dollars par heure de vol, plus 10 000 dollars de frais de recapitalisation supplémentaires. Les hélicoptères sont plus abordables que leurs homologues de combat et peuvent intervenir comme des combattants si des armes sont nécessaires, mais ils sont bruyants et vulnérables, ont une très faible autonomie et ne sont pas bon marché à utiliser. Les dirigeables hybrides peuvent opérer, comme un hélicoptère, à partir de petites bases avancées. Leur coût d'exploitation est susceptible d'être meilleur que les autres options de surveillance, tout comme leur autonomie. Selon Alan Metzger, directeur des programmes de dirigeables chez Northrop Grumman, la capacité du dirigeable à rester dans les airs pendant de longues périodes le rendait parfait pour les missions de surveillance, indiquant au magazine The Engineer que le LEMV allait être « le drone le plus long du monde. Il n'y aura pas de lacunes dans les données qui seront transmises au combattant. »
Le dirigeable pourrait servir de relais de communication stable, assurant que les groupes de soldats dans les zones montagneuses ne perdraient jamais le contact les uns avec les autres, même s'ils n'ont pas de ligne de vue directe les uns avec les autres. Le LEMV aurait pu suivre des convois importants, des routes clés ou d'autres infrastructures clés comme des escortes semi-permanentes, surveiller une zone urbaine d'intérêt pour se préparer à des batailles majeures ou renforcer la sécurité ou se concentrer sur la fermeture des points d'étranglement frontaliers. Le LEMV aurait permis au département de la Défense des États-Unis de transporter les charges utiles technologiquement les plus avancées à court terme dès qu'elles seraient disponibles. Northrop Grumman a conçu son système pour l'intégrer dans les centres de commandement des stations terrestres au sol de l'Armée de terre et dans l'équipement utilisé par les troupes au sol dans les bases d'opérations avancées.

## Fiche technique

### HAV 304
- Longueur : 91 m (298 ft 7 in)[25]
- Largeur : 34 m (111 ft 7 in)
- Hauteur : 26 m (85 ft 4 in)
- Enveloppe : 38 000 mètres cubes
- Moteurs : quatre × 350 ch, moteur V8 suralimenté de 4 litres

### Airlander 10

#### Caractéristiques générales
- Capacité : 10 000 kg[26]
- Longueur : 92 m
- Envergure : 43,5 m
- Hauteur : 26 m
- Volume : 38 000 m3
- Poids brut : 20 000 kg
- Masse maximale au décollage : 33 285 kg
- Groupe motopropulseur : moteurs diesel turbocompressés 4 × 4 litres V8 de 242 kW (325 ch) chacun

#### Performance
- Vitesse de croisière : 148 km/h
- Endurance : 5 jours habités
- Plafond de service : 6 100 m
- Vitesse de survol : 20 nœuds (37 km/h)